# Autoridad de Tránsito de Utah
La Utah Transit Authority es la institución encargada del sistema de transporte público en el Wasatch Front del estado de Utah, Estados Unidos.

## Historia
La Utah Transit Authority se origina en 1953 cuando varias empresas de autobuses se unieron para formar la organización. Pero no fue hasta marzo de 1970 cuando las ciudades de Salt Lake, Sandy y Murray votaron para formar un distrito unificado.
En 1997, la UTA comenzó la construcción del nuevo tren ligero (TRAX) con solo una línea. Expandido como siete veces después con tres líneas.
En 2008, UTA terminó de construir la línea de un tren de cercanías denominado (FrontRunner). Al mismo tiempo, también terminaron su primer Autobús de tránsito rápido (MAX) que va por la calle 3500 Sur.
El FrontLines 2015 es un proyecto que empezó en 2008 y que proyecta terminar en 2015. Extiende la TRAX y el FrontRunner para complacer a la creciente población de Wasatch Front.
En 2012, UTA empezó a construir la Sugar House Street Car. Es una línea de tranvía con 2 mi (3,2 km) de longitud proyectada para tener aproximadamente 3.000 usuarios diarios. La línea se espera estará abierta para diciembre de 2013.